# Кастелано (Пескара)
Кастелано (итал. Castellano) је насеље у Италији у округу Пескара, региону Абруцо.
Према процени из 2011. у насељу је живело 86 становника. Насеље се налази на надморској висини од 249 м.